# 国鉄セム4000形貨車
国鉄セム4000形貨車（こくてつセム4000がたかしゃ）は、かつて、日本国有鉄道（国鉄）およびその前身である鉄道省等に在籍した15 t積の石炭車である。

## 概要
セム4000形は1936年（昭和11年）1月25日から1937年（昭和12年）8月19日にかけて305両（セム4000 - セム4304）が製造された15 t積み石炭車である。製作は若松工場、汽車製造、田中車輌、日本車輌製造、日立製作所、浜松工場の6か所にて行われ、全車門司鉄道局へ配置された。製作期間は落成ベースで約19か月と短く、1937年（昭和12年）6月28日には早くも本形式の改良型（炭箱容積の拡大18.3 m3→18.5 m3）であるセム4500形が完成した。近代的な石炭車として開発され全鋼式、底開き式である。ホッパ外壁に補強材があり本形式以降の二軸石炭車との識別点となる。
昭和34年度貨車整備工事によりセム4500形の車両と合わせて300両の車両がセラ1形に改造され本形式を離れた。
車体塗色は黒一色であったが、1968年（昭和43年）10月1日ダイヤ改正では高速化不適格車とされて最高速度65 km/hの指定車となり、識別のため記号に「ロ」が追加され「ロセム」となり黄1号の帯を巻いている。
寸法関係は全長は6,300 mm、全幅は2,562 mm、全高は3,000 mm、自重は9.4 t - 9.9 t、換算両数は積車2.4、空車1.0であった。
1970年（昭和45年）に最後まで在籍した車両が廃車になり同時に形式消滅となった。（セム4500形も同年度に形式消滅となっている。）